# 凯蒂猫家园
凯蒂猫家园（英語：Hello Kitty Park），位于中国浙江省安吉县，是中国首个凯蒂猫主题乐园，由銀潤集團旗下浙江銀潤天使樂園管理公司投資和營運。佔地面積1.6平方公里，總投資20億元人民幣，樂園包括友誼廣場、歡樂港灣、音之村、精靈森林、蒸汽王國、凱蒂貓小院六個主題區域；在2015年元旦日起試營運，同年7月1日晚上舉行開幕典禮後正式開園營業。

## 简介
2014年11月28日，中国第一个凯蒂猫家园在浙江安吉宣布落成。这是日本以外首个凯蒂猫室外大型乐园，将成为全球最大的凯蒂猫主题乐园。该园由美国游艺家园设计公司设计。当天举行了凯蒂猫家园落成典礼，当地政府官员以及日本三麗鷗株式会社执行总裁CEO辻友子等人参加，全国政协副主席何厚铧为狮子点睛。根据规划，该园由快乐港口、精灵森林、音之村、动力连接、Hello Kitty之家五个区域组成。2015年7月1日，该园正式开园營運。